# Yusuke Murata
Yusuke Murata (村田 雄介, Murata Yūsuke, Miyagi, 4 de julho de 1978) é um ilustrador de mangás, mais conhecido pelas obras Eyeshield 21 em colaboração com Riichiro Inagaki e One-Punch Man.

## Carreira
Com doze anos entrou em um concurso para projetar vilões da série Mega Man, e ganhou duas vezes, com os desenhos finais adaptados a partir de seus esboços. Os créditos do jogo listam seu nome como responsável por Dust Man de Mega Man IV e Crystal Man de Mega Man V,[carece de fontes?] e também há uma agradecimento no fim de Mega Man III. Ele já foi o assistente e aprendiz de Takeshi Obata ilustrador mais conhecido por Bakuman e Death Note, além de Akitsugu Mizumoto conhecido por Ei-Row e Kyosuke Usuta criador de Pyu to Fuku! Jaguar. Começou sua carreira como mangaká aos dezesseis anos e sua primeira publicação, um one-shot chamado Partner publicado na Weekly Shonen Jump, aos dezoito lhe rendeu o 122º Hop Step Award, três anos depois lançou Samui Hanashi, o vice-colocado no 51º Akatsuka Award e em 2002 lançou Kaitou COLT e também dois one-shots que serviram de base para a criação de Eyeshield 21.
Ele escreveu e desenhou uma história curta chamada Madofuki Park, para a edição de março de 2008 da Jump Square, sobre um lavador de janelas futurístico. Ele também criou o one-shot Blust!, centrado em um menino no qual foram feito experimentos que fizeram com que ele obtivesse poderes extraordinários, com sua fonte de energia sendo curry. Contudo um outro one-shot criado por Murata foi destaque na revista semanal Shōnen Jump em 2010, Minds, uma história sobre um soldado que se sacrifica durante uma guerra, que se passa em um tempo futuro.
Murata também ilustrou os cartazes do 40º aniversário da Shōnen Jump, que exibe alguns dos personagens populares de mangá que são destaques na revista. Ele também foi o ilustrador de Donten Prism Solar Car, escrito por Yasuo Ōtagaki (autor de Moonlight Mile) publicado na revista Jump Square entre outubro de 2010 e julho de 2011. Em janeiro de 2012, Murata através de seu Twitter publicou que junto do criador do web mangá, One-Punch Man, está desenvolvendo um novo mangá do gênero garotas mágicas, porém o que na verdade ele começou a fazer foi um remake do webmangá One-Punch Man, junto de seu criador, One.

## Obras

### Séries
- Eyeshield 21 (junto de Riichiro Inagaki; 2002-2009, publicado na Weekly Shōnen Jump)
- Hetappi Manga Kenkyujo R (2008-2010, publicado na Weekly Shōnen Jump)[14]
- Donten Prism Solar Car (junto de Yasuo Ōtagaki; 2010-2011, publicado na Jump Square)
- One-Punch Man (junto de One; 2012-presente, publicado na Tonari no Young Jump)[13]

### One-shots
- Partner (1995, publicado na Jump the Revolution!)
- Samui Hanashi (1998, publicado na Weekly Shonen Jump)
- Kaitō Colt (2002, publicado na Weekly Shonen Jump)
- Eyeshield 21(junto de Riichiro Inagaki; 2002, publicado na Weekly Shonen Jump)
- Jump Super Stars Fushigi no Kuni no Sena!? (2005, publicado na Weekly Shonen Jump)
- Madofuki Park (2008, publicado na Jump Square)
- Blust! (2009, publicado na Weekly Shonen Jump)
- Minds (2010, publicado na Weekly Shonen Jump)
- Dangan Tenshi Fan Club (junto de ONE; 2012, publicado na Miracle Jump)
- Dotō no Yūshatachi (junto de ONE; 2012, publicado na Weekly Young Jump)[15]

## Influências e estilo
Yusuke Murata é fã de Dragon Ball de Akira Toriyama e gosta muito das lutas, principalmente as batalhas entre Goku e Piccolo e Goku e Freeza, além de Toriyama, Murata, também é fã Kinu Nishimura, desenhista e criador de personagens da Capcom.

## Assistentes
Assim como, Yusuke Murata, em seus primeiros anos foi assistente/aprendiz de mangakás mais experientes conforme se tornou mais experiente ele começou a ter seus próprios assistentes/aprendizes. Abaixo estão alguns de seus assistentes mais notáveis e que tiveram séries publicadas.
- Yuuichi Itakura - criador de Hand's
- Sonoda Tatsunosuke - criador de K. O. Masatome
- Yoshiyuki Nishi - criador de Muhyo to Roji no Mahouritsu Soudan Jimusho
- Yuuki Nakashima - criador de Digimon Xros Wars e Element Hunters
- Kouhei Fujino - criador de Thoroughbred to Yobanaide
- Yukinori Kawaguchi - criador de Hoopmen
- Takeuchi Ryosuke - criador de St&rs
- Miyokawa Masaru[17] - ilustrador de St&rs
- Takashi Morimoto[18]
- Gareki Yamada[17]